# Angeleyes
Angeleyes (auch Angel Eyes) ist ein Lied der Popgruppe ABBA. Es wurde im Jahr 1978 von Björn Ulvaeus und Benny Andersson geschrieben und erstmals im April 1979 auf dem Album Voulez-Vous veröffentlicht. Die Lead-Stimmen übernahmen Agnetha Fältskog und Anni-Frid Lyngstad. Im Juli 1979 wurde das Lied gemeinsam mit Voulez-Vous als Doppel-A-Seite veröffentlicht, diese erreichte Platz 14 der deutschen und Platz drei der britischen Single-Charts, somit ist der Titel ein mäßiger Erfolg für die Gruppe.

## Handlung
Der Popsong handelt von einem Mädchen, welches ihren Ex während eines Spaziergangs an einem Fluss gemeinsam mit einem jungen Mädchen sichtet. „(...) I was taking a walk along the river/  And I saw him together with a young girl“. Sie erinnert sich zurück, wie sie von demselben Blick des Jungen verführt wurde: „(...) he always looked at me that way“.
Nun überlegt sie die neue Geliebte zu warnen: „And I thought maybe I should walk to her and say“, dass sie nicht „zu tief in diese Engelsaugen blickt“ „Don’t look to deep into those angeleyes“. Sie würde hypnotisiert, er nähme ihr Herz und dafür müsse sie den Preis zahlen „One look and you’re hypnotized/ He’ll take your heart and you must pay the prize“.
Manchmal denkt das Mädchen noch an ihren Ehemaligen, an die schönen Zeiten, in denen sie dachte, sie würde niemals ohne ihn leben können: „Sometimes (...) I sit and think about him/ (...) all the good times/  When I thought I could never live without him.“ Es verletzt sie zutiefst, dass seine schönen Augen nur eine Verkleidung waren und er ihr Herz nahm, nun bezahlt sie den Preis: „And it hurts to remember all the good times/ (...) he wears a disguise/ Once he took my heart and now I pay the price“.
Schlussendlich fragt sie sich, wie sie ihn vergessen kann: „How can I forget that name.'“

## Entstehung
Die Aufnahmen für das sechste ABBA-Album erwiesen sich als außerordentlich mühselig und anstrengend. Ursprünglich war geplant das Album bis Weihnachten 1978 fertigzustellen, jedoch war zu diesem Zeitpunkt nur die Hälfte der Lieder für das Album vollendet. Die Aufnahmen für Angeleyes entstanden zwischen dem 25. und 27. Oktober 1978. Jedoch war zu diesem Zeitpunkt noch unklar, ob das Lied überhaupt auf dem Album erscheinen sollte, denn Benny Andersson und Björn Ulveaus waren mit dem Titel schlicht unzufrieden.
→ siehe auch Voulez-Vous

„We had run it through in the studio earlier and felt that it wasn't good.“

„Wir sind das Lied im Studio durchgegangen und es fühlte sich so an, als wäre es nicht gut.“

Schließlich sollte Angeleyes oder das im September 1978 aufgenommene Just A Notion Teil des neuen Albums werden, die Gruppe entschied sich für Ersteres.
Just A Notion wurde erst 43 Jahre später überarbeitet auf dem Album Voyage veröffentlicht.

## Veröffentlichung
Die Erstveröffentlichung erfolgte am 23. April 1979 mit dem Album Voulez-Vous, im Sommer desselben Jahres folgte die Veröffentlichung als Single gemeinsam mit dem Titel Voulez-Vous als Doppel-A-Seite.
Außerdem ist der Track auf Kompilationsalben wie More ABBA Gold – More ABBA Hits, Thank You For The Music, sowie auf dem mittlerweile vergriffenen ABBA Greatest Hits Vol. 2 erhältlich.
Die Single Voulez-Vous / Angeleyes wurde gemeinsam mit allen anderen Singles des Albums anlässlich des 40-jährigen Jubiläums von Voulez-Vous im Jahre 2019 neu veröffentlicht.

## Rezeption

### Erfolg auf Video-PlattformTikTok
Im Sommer 2022 trendete Angeleyes in einer extrem beschleunigten Version auf der Kurzvideo-Plattform TikTok, binnen weniger Wochen wurden hunderttausende Clips mit diesem Sound hochgeladen. Dementsprechend stiegen die Aufrufe auf Streaming-Diensten wie Spotify sprunghaft an.

### Charts und Chartplatzierungen
Angeleyes platzierte sich in den meisten Ländern als Doppel-A-Seite oder B-Seite mit beziehungsweise von Voulez-Vous. Eine separate Chartplatzierung landete es unter anderem in den US-amerikanischen Billboard 200, wo es sich fünf Wochen in den Charts platzieren konnte und mit Rang 64 seine beste Chartnotierung erreichte.
| ChartsChartplatzierungen       | Höchstplatzierung | Wochen |
| ------------------------------ | ----------------- | ------ |
| Vereinigte Staaten (Billboard) | 64 (5 Wo.)        | 5      |

### Auszeichnungen für Musikverkäufe
| Land/Region                  | Auszeichnungen für Musikverkäufe (Land/Region, Auszeichnung, Verkäufe) | Verkäufe |
| ---------------------------- | ---------------------------------------------------------------------- | -------- |
| Vereinigtes Königreich (BPI) | Silber                                                                 | 250.000  |
| Insgesamt                    | 1× Silber ·                                                            | 250.000  |

Hauptartikel: ABBA/Auszeichnungen für Musikverkäufe